# Анагнос, Михаил

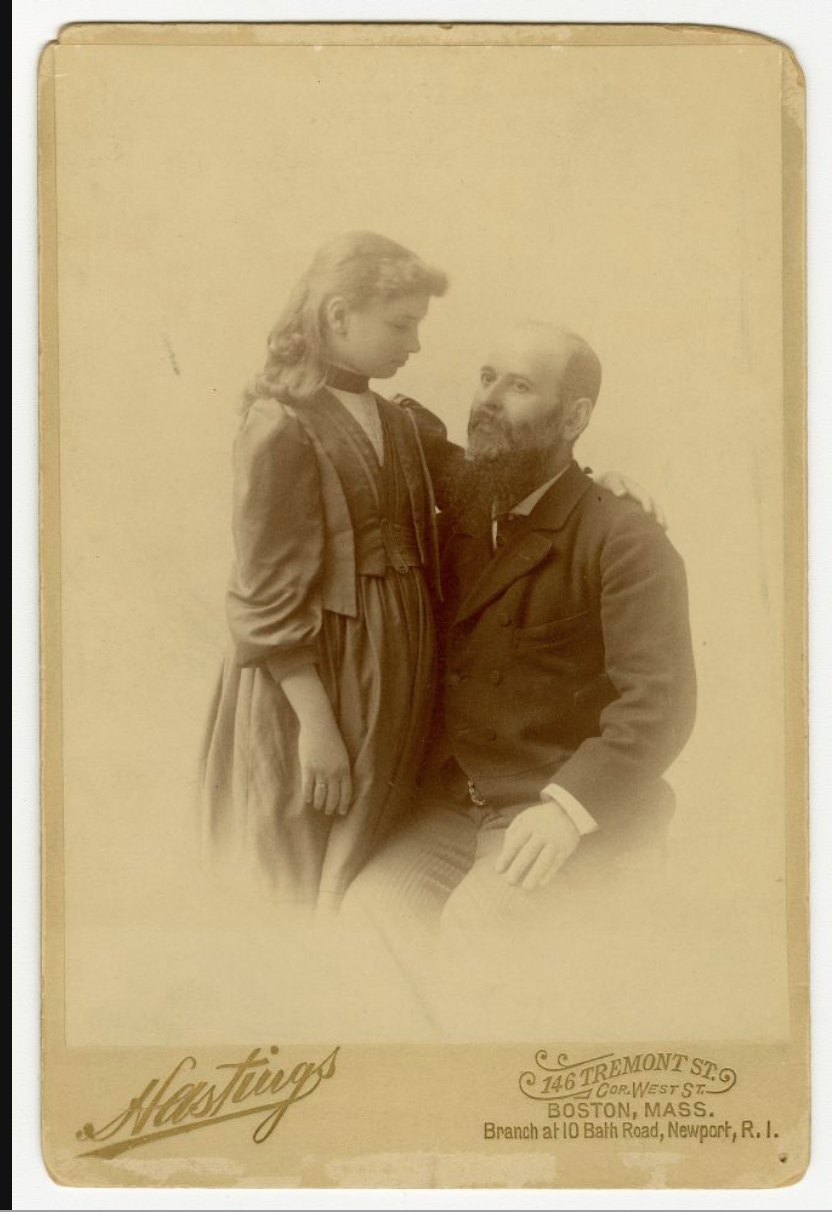
С Хелен Келлер

Михаил Анагнос (Michael Anagnos, Greek: Μιχαήλ Αναγνωστόπουλος/Ανάγνος) (7 ноября 1837, Папингон — 29 июня 1906, Румыния) — специалист в области обучения слепых и глухонемых детей, второй директор Школы Перкинса.
Родился в Папинго — маленькой деревне в Эпире (в то время — территория Османской империи) в семье зажиточного крестьянина, настоящая фамилия Анагностопулос.
Окончил среднюю школу в Янине и Каподистрийский университет в Афинах, затем 3 года изучал юриспруденцию.
В 1862 году поступил на работу в редакцию ежедневной газеты Этнофилакс и со временем стал её главным редактором. Уволился в 1866 году по политическим причинам. В том же году стал личным секретарём доктора Сэмюэла Гридли Хау (Samuel Gridley Howe), который будучи филэллином в молодости сражался на стороне греков и совершил свою последнюю поездку в Грецию в 1866 году, сопровождая помощь собранную для греческих беженцев с острова Крит, во время Критской революции. В 1868 году, вместе с Хау, Анагнос уехал в Бостон.
Когда Хау основал Школу Перкинса для слепых, стал преподавать там латынь и греческий язык. Потом работал учителем греческого языка в разных колледжах. В декабре 1870 года женился на дочери Сэмюэла Хау Джулии (умерла в 1886 году, детей не было).
Замещал тестя в качестве директора Школы Перкинса во время его путешествий, и занял эту должность после смерти Сэмюэла Хоу в январе 1876 года.
В 1882 году опубликовал книгу «Education of the Blind: Historical Sketch of Its Origin, Rise and Progress». По предложенной им методике и с его участием проводилось обучение Хелен Келлер.
Несколько лет собирал пожертвования для открытия детского сада для слепых и глухих, и такой сад был открыт в 1888 году.
В 1906 году отправился в Афины на Олимпийские игры. Умер 29 июня того же года во время путешествия по Румынии. Похоронен в Эпире.
Сочинения:
- Education of the Blind Historical Sketch of Its Origin, Rise and Progress 1882
- Kindergarten and Primary School for the Blind A Second Appeal for Its Foundation and Endowment 1884
- The Education of the Blind in the United States of America Its Principles, Development and Results; Two Addresses 1904